# Gerichtsgliederungsgesetz
Das Gerichtsgliederungsgesetz vom 7. November 1961 bestimmte den Sitz und den Bezirk der Gerichte der ordentlichen Gerichtsbarkeit in Nordrhein-Westfalen. Es wurde mit Wirkung zum 1. Januar 2011 durch §§ 9 – 11 JustG NRW ersetzt.

## Inhalt
Das Gesetz gliederte die Gerichte der ordentlichen Gerichtsbarkeit in NRW wie folgt:
| Oberlandesgerichte           | Landgerichte                | Amtsgerichte |
| ---------------------------- | --------------------------- | --- |
| Oberlandesgericht Düsseldorf | Landgericht Düsseldorf      | Amtsgericht Düsseldorf \| Amtsgericht Langenfeld (errichtet am 1. April 1979)\| Amtsgericht Leverkusen (bis 31. Dezember 1980, bis 31. Dezember 1974 Amtsgericht Opladen)\| Amtsgericht Neuss \| Amtsgericht Ratingen |
| Oberlandesgericht Düsseldorf | Landgericht Duisburg        | Amtsgericht Dinslaken \| Amtsgericht Duisburg \| Amtsgericht Duisburg-Hamborn \| Amtsgericht Duisburg-Ruhrort \| Amtsgericht Mülheim an der Ruhr \| Amtsgericht Oberhausen \| Amtsgericht Rees (aufgehoben am 30. Juni 1975)\| Amtsgericht Wesel |
| Oberlandesgericht Düsseldorf | Landgericht Kleve           | Amtsgericht Emmerich \| Amtsgericht Geldern \| Amtsgericht Goch (aufgehoben am 31. März 1979)\| Amtsgericht Kleve \| Amtsgericht Moers \| Amtsgericht Rheinberg \| Amtsgericht Xanten (aufgehoben am 31. Dezember 1978) |
| Oberlandesgericht Düsseldorf | Landgericht Krefeld         | Amtsgericht Kempen \| Amtsgericht Krefeld \| Amtsgericht Krefeld-Uerdingen (aufgehoben am 31. Dezember 1974)\| Amtsgericht Nettetal (bis 31. Dezember 1969 Amtsgericht Lobberich) |
| Oberlandesgericht Düsseldorf | Landgericht Mönchengladbach | Amtsgericht Dülken (aufgehoben am 31. Dezember 1969)\| Amtsgericht Erkelenz \| Amtsgericht Grevenbroich \| Amtsgericht Mönchengladbach \| Amtsgericht Mönchengladbach-Rheydt \| Amtsgericht Viersen \| Amtsgericht Wegberg (aufgehoben am 31. März 1973) |
| Oberlandesgericht Düsseldorf | Landgericht Wuppertal       | Amtsgericht Langenberg (aufgehoben am 30. Juni 1975)\| Amtsgericht Mettmann \| Amtsgericht Remscheid \| Amtsgericht Remscheid-Lennep (aufgehoben am 31. Dezember 1976)\| Amtsgericht Solingen \| Amtsgericht Velbert \| Amtsgericht Wermelskirchen (bis 31. Dezember 1980)\| Amtsgericht Wuppertal |
| Oberlandesgericht Hamm       | Landgericht Arnsberg        | Amtsgericht Arnsberg \| Amtsgericht Balve (aufgehoben am 30. Juni 1969)\| Amtsgericht Bigge (aufgehoben am 31. Dezember 1969)\| Amtsgericht Brilon \| Amtsgericht Marsberg \| Amtsgericht Medebach \| Amtsgericht Menden \| Amtsgericht Meschede \| Amtsgericht Neheim-Hüsten (aufgehoben am 1. Januar 1975)\| Amtsgericht Schmallenberg (bis 31. Dezember 1974 Amtsgericht Fredeburg)\| Amtsgericht Soest \| Amtsgericht Warstein \| Amtsgericht Werl |
| Oberlandesgericht Hamm       | Landgericht Bielefeld       | Amtsgericht Bielefeld \| Amtsgericht Bünde \| Amtsgericht Gütersloh \| Amtsgericht Halle (Westf.) \| Amtsgericht Herford \| Amtsgericht Lübbecke \| Amtsgericht Minden \| Amtsgericht Bad Oeynhausen \| Amtsgericht Petershagen (aufgehoben am 30. Juni 1982)\| Amtsgericht Rahden \| Amtsgericht Rietberg (aufgehoben am 31. Dezember 1970)\| Amtsgericht Vlotho (aufgehoben am 31. Dezember 1973)\| Amtsgericht Rheda-Wiedenbrück |
| Oberlandesgericht Hamm       | Landgericht Bochum          | Amtsgericht Bochum \| Amtsgericht Bochum-Langendreer (aufgehoben am 31. Dezember 1977)\| Amtsgericht Herne \| Amtsgericht Herne-Wanne (bis 31. Dezember 1974 Amtsgericht Wanne-Eickel)\| Amtsgericht Recklinghausen \| Amtsgericht Wattenscheid (aufgehoben am 31. Dezember 1977)\| Amtsgericht Witten |
| Oberlandesgericht Hamm       | Landgericht Detmold         | Amtsgericht Alverdissen (aufgehoben am 30. Juni 1969)\| Amtsgericht Blomberg \| Amtsgericht Detmold \| Amtsgericht Hohenhausen (aufgehoben am 31. Dezember 1968)\| Amtsgericht Horn (aufgehoben am 31. Dezember 1969)\| Amtsgericht Lage (aufgehoben am 31. März 1979)\| Amtsgericht Lemgo \| Amtsgericht Oerlinghausen (aufgehoben am 31. März 1979)\| Amtsgericht Bad Salzuflen (aufgehoben am 30. Juni 1977) |
| Oberlandesgericht Hamm       | Landgericht Dortmund        | Amtsgericht Castrop-Rauxel \| Amtsgericht Dortmund \| Amtsgericht Dortmund-Hörde (aufgehoben am 30. Juni 1969)\| Amtsgericht Hamm \| Amtsgericht Kamen \| Amtsgericht Lünen \| Amtsgericht Unna \| Amtsgericht Werne (ab 1. Januar 1975, aufgehoben am 31. Dezember 1979) |
| Oberlandesgericht Hamm       | Landgericht Essen           | Amtsgericht Bottrop \| Amtsgericht Dorsten \| Amtsgericht Essen \| Amtsgericht Essen-Borbeck \| Amtsgericht Essen-Steele \| Amtsgericht Essen-Werden (aufgehoben am 31. Dezember 1974)\| Amtsgericht Gelsenkirchen \| Amtsgericht Gelsenkirchen-Buer \| Amtsgericht Gladbeck \| Amtsgericht Haltern (ab 1. Januar 1975, aufgehoben am 31. Dezember 1979)\| Amtsgericht Hattingen \| Amtsgericht Marl |
| Oberlandesgericht Hamm       | Landgericht Hagen           | Amtsgericht Altena \| Amtsgericht Hagen \| Amtsgericht Hohenlimburg (aufgehoben am 30. Juni 1969)\| Amtsgericht Iserlohn \| Amtsgericht Lüdenscheid \| Amtsgericht Meinerzhagen \| Amtsgericht Plettenberg \| Amtsgericht Schwelm \| Amtsgericht Schwerte \| Amtsgericht Wetter |
| Oberlandesgericht Hamm       | Landgericht Münster         | Amtsgericht Ahaus \| Amtsgericht Ahlen \| Amtsgericht Beckum \| Amtsgericht Bocholt \| Amtsgericht Borken \| Amtsgericht Coesfeld \| Amtsgericht Dülmen \| Amtsgericht Gronau \| Amtsgericht Haltern (bis 31. Dezember 1974)\| Amtsgericht Ibbenbüren \| Amtsgericht Lüdinghausen \| Amtsgericht Münster \| Amtsgericht Oelde (aufgehoben am 31. Dezember 1976)\| Amtsgericht Rheine \| Amtsgericht Steinfurt \| Amtsgericht Tecklenburg \| Amtsgericht Vreden (aufgehoben am 31. Dezember 1974)\| Amtsgericht Warendorf \| Amtsgericht Werne (bis 31. Dezember 1974) |
| Oberlandesgericht Hamm       | Landgericht Paderborn       | Amtsgericht Beverungen (aufgehoben am 30. Juni 1969)\| Amtsgericht Brakel \| Amtsgericht Büren (aufgehoben am 31. Dezember 1976)\| Amtsgericht Delbrück \| Amtsgericht Erwitte (aufgehoben am 30. Juni 1969)\| Amtsgericht Geseke (aufgehoben am 31. Dezember 1978)\| Amtsgericht Höxter \| Amtsgericht Lippstadt \| Amtsgericht Paderborn \| Amtsgericht Rüthen (aufgehoben am 30. Juni 1969)\| Amtsgericht Salzkotten (aufgehoben am 30. Juni 1975)\| Amtsgericht Steinheim (aufgehoben am 31. Dezember 1978)\| Amtsgericht Warburg                                 |
| Oberlandesgericht Hamm       | Landgericht Siegen          | Amtsgericht Attendorn (aufgehoben am 31. Dezember 1978)\| Amtsgericht Bad Berleburg \| Amtsgericht Burbach (aufgehoben am 30. Juni 1976)\| Amtsgericht Hilchenbach (aufgehoben am 30. Juni 1976)\| Amtsgericht Kirchhundem (aufgehoben am 31. Dezember 1969)\| Amtsgericht Laasphe (aufgehoben am 31. Dezember 1969)\| Amtsgericht Lennestadt (bis 30. Juni 1969 Amtsgericht Grevenbrück)\| Amtsgericht Olpe \| Amtsgericht Siegen |
| Oberlandesgericht Köln       | Landgericht Aachen          | Amtsgericht Aachen \| Amtsgericht Blankenheim (aufgehoben am 31. Dezember 1978)\| Amtsgericht Düren \| Amtsgericht Eschweiler \| Amtsgericht Geilenkirchen \| Amtsgericht Heinsberg \| Amtsgericht Jülich \| Amtsgericht Monschau \| Amtsgericht Schleiden (bis 30. September 1978 Amtsgericht Gemünd)\| Amtsgericht Stolberg (aufgehoben am 31. März 1973) |
| Oberlandesgericht Köln       | Landgericht Bonn            | Amtsgericht Bonn \| Amtsgericht Eitorf (aufgehoben am 31. Dezember 1969)\| Amtsgericht Euskirchen \| Amtsgericht Hennef (aufgehoben am 31. Dezember 1969)\| Amtsgericht Königswinter \| Amtsgericht Lechenich (bis 31. Dezember 1974)\| Amtsgericht Rheinbach \| Amtsgericht Siegburg \| Amtsgericht Waldbröl |
| Oberlandesgericht Köln       | Landgericht Köln            | Amtsgericht Bergheim \| Amtsgericht Bergisch Gladbach (bis 31. Dezember 1974 Amtsgericht Bensberg)\| Amtsgericht Brühl \| Amtsgericht Gummersbach \| Amtsgericht Kerpen \| Amtsgericht Köln \| Amtsgericht Lechenich (ab 1. Januar 1975, aufgehoben am 31. Dezember 1983)\| Amtsgericht Leverkusen (ab 1. Januar 1981)\| Amtsgericht Lindlar (aufgehoben am 31. Dezember 1974)\| Amtsgericht Wermelskirchen (ab 1. Januar 1981)\| Amtsgericht Wiehl (aufgehoben am 30. Juni 1969)\| Amtsgericht Wipperfürth                                                           |